# Mysteria seabrai
Mysteria seabrai là một loài bọ cánh cứng trong họ Cerambycidae.